# Goereilla baumanni
Goereilla baumanni är en nattsländeart som beskrevs av Donald G. Denning 1968. Goereilla baumanni ingår i släktet Goereilla och familjen Rossianidae. Inga underarter finns listade i Catalogue of Life.